# Шометт, Пьер Гаспар
Пьер Гаспа́р Шоме́тт (фр. Pierre Gaspard Chaumette), он же Анаксаго́р Шометт (фр. Anaxagoras Chaumette; 24 мая 1763, Невер — 13 апреля 1794) — французский политический деятель эпохи Великой французской революции; прокурор-синдик Парижской коммуны 1792 года, один из основателей «культа разума».

## Биография
Сперва служил юнгой на корабле, потом был писцом в Париже.
Во время революции он принял участие в революционной прессе (в «Révolutions de Paris») и играл некоторую роль в клубе кордельеров.
После 10 августа 1792 года Шометт был членом и генеральным прокурором Парижской коммуны. Вместе со своим заместителем Ж. Р. Эбером был одним из лидеров движения парижских санкюлотов. Занимая эти должности, они оба сыграли видную роль в организации сентябрьских убийств. Принадлежал к самым крайним сторонникам террора.
Учреждение революционных трибуналов, преследование жирондистов, введение «культа Разума», закона о подозрительных — во всём этом Шометт был либо одним из инициаторов, либо по крайней мере одним из видных сторонников. Из ненависти к старому порядку и религии он уничтожил много произведений искусства, хранившихся в старых церквах. В рамках дехристианизации он отказался от своих католических имён и, по тогдашней моде на античные имена, назывался Анаксагором, — в честь древнегреческого философа, подвергшегося гонениям за атеистические суждения.
С другой стороны, Шометт был активным социальным реформатором, и у него есть некоторые заслуги в этой области: он выступал за отмену телесных наказаний в школах, за распространение грамотности и прочего. Он требовал, чтобы все республиканцы не смели носить иных башмаков, кроме деревянных, не смели есть изысканной и дорогой пищи. Робеспьер и Дантон были для него, как и для Эбера, слишком умеренными, и он вёл с ними борьбу. Когда эбертисты были отданы под суд, то Шометт был замешан в их процессе и гильотинирован 13 апреля 1794 года.